# Almacelles
Almacelles település Spanyolországban, Lleida tartományban. Almacelles Alguaire, Almenar, Altorricón, Tamarite de Litera, Torrefarrera, Lleida és Alcampell községekkel határos. Lakosainak száma 6896 fő (2024).

## Népesség
A település lakosságának változását az alábbi diagram mutatja:
| Lakosok száma | 192  | 1411 | 3114 | 4537 | 5412 | 6056 | 6577 | 6699 | 6791 | 6896 |
|               | 1787 | 1900 | 1940 | 1960 | 1986 | 2005 | 2010 | 2014 | 2019 | 2024 |